# Джонсон, Эми
Э́ми Джо́нсон (англ. Amy Johnson, в браке — Мо́ллисон (англ. Mollison); 1 июля 1903 — 5 января 1941) — женщина-пилот Великобритании, первая в мире женщина, совершившая одиночный перелёт из Англии в Австралию. Участница первого в мире однодневного перелёта из Лондона до Москвы и авиагонки на приз Макробертсона. Была замужем за шотландским лётчиком Джеймсом Алланом Моллисоном (1905—1959). Эми Джонсон погибла в авиационной катастрофе во время Второй мировой войны.

## Биография

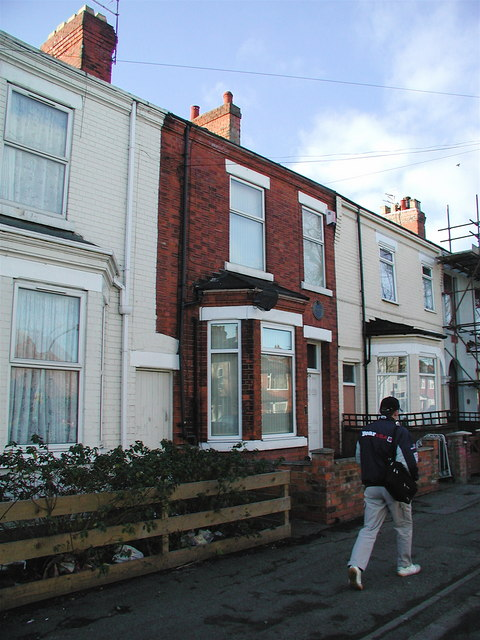
Дом, в котором родилась Эми

Эми Джонсон родилась 1 июля 1903 года в доме 154 на улице Св. Георгия (англ. St. George's Road) Кингстон-апон-Халла (Восточный Йоркшир), в семье крупного рыботорговца Джона Уильяма Джонсона (англ. John William Johnson). Дед Эми по отцовской линии, Андерс Йоргенсен (англ. Anders Jorgensen), перебрался в Англию с датского острова Фюн, а сам Джон Уильям, перед тем как переехать в Халл и жениться, некоторое время жил в Британской Колумбии. По материнской линии родственники Эми являлись одной из семей-основателей, её прадед — Уильям Ходж (англ. William Hodge), был мэром Кингстон-апон-Халла в 1860 году.
Эми была самой старшей из четырёх дочерей в семье (самая младшая, Бетти (англ. Betty), родилась, когда Эми исполнилось 16). После окончания школы в 1922 году (в период с 1915 по 1922 год Джонсон училась в окружной средней школе — англ. Boulevard Municipal Secondary School), Эми поступила в университет Шеффилда. Во время учёбы она познакомилась с бизнесменом из Швейцарии, Гансом Арреггером (англ. Hans Arregger). Он был старше её на 9 лет (во время знакомства Джонсон было 19 лет), Эми мечтала, что они поженятся. Их отношения продержались 6 лет, а потом Ганс женился на другой женщине. В период с 1922 по 1928 год Эми написала Гансу 286 писем, которые он бережно сохранил, и, в дальнейшем, эти письма были переданы музею Халла.
В 1925 году, после окончания университета со степенью бакалавра по экономике, Эми вернулась в Халл, где окончила курсы секретарей и устроилась на работу, с которой уволилась из-за нервного срыва через три месяца. Именно в этот период своей жизни Эми впервые поднялась в небо, пока только в качестве пассажира. Компания Surrey Flying Services устраивала аттракцион, в котором каждого желающего (всего за 5 шиллингов) поднимали в увеселительный полёт над округой.

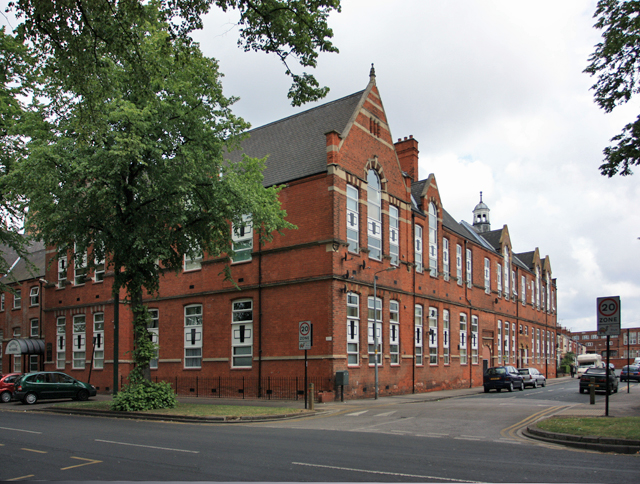
Школа, где Эми училась с 1915 по 1922 год

Затем Джонсон устроилась в рекламное агентство. Работа в этой сфере услуг стала одной из основных причин переезда Эми в Лондон, где по сравнению с Халлом было не в пример больше возможностей для успешной карьеры. В 1927 году Эми Джонсон переехала в столицу, где устроилась на должность секретаря в адвокатской конторе Уильяма Крокера (англ. William Charles Crocker).
В сентябре 1928 года Эми возвращается к своему увлечению авиацией и начинает посещать занятия в Лондонском авиаклубе (англ. London Aeroplane Club). 7 июля 1929 года Эми получает лицензию частного пилота (англ. Private Pilot's license, категория «A»), после чего оставляет свою основную работу, чтобы пройти обучение на механика и получить квалификацию инженера. 10 декабря 1929 года Эми Джонсон получает лицензию механика (англ. Ground Engineer's license — Engines, категория «C»), подтверждённую Министерством авиации, тем самым став первой (и некоторое время единственной) женщиной в мире, обладающей такой квалификацией.

### Перелёт Англия — Австралия

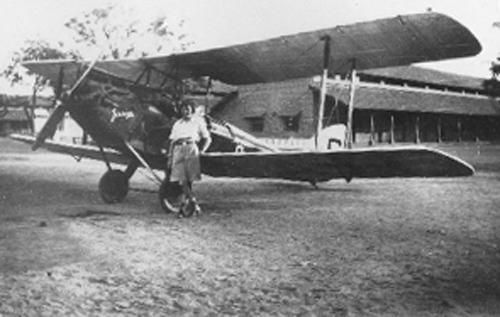
Эми Джонсон и «Джейсон», Джханси (Индия), 1930 год

Мировое признание Эми Джонсон получила в 1930 году, став первой женщиной (и девятым по счёту пилотом), совершившей одиночный перелёт из Великобритании в Австралию. Полёт начался 5 мая 1930 года из Кройдона (Южный Лондон). Для этого путешествия Джонсон, имевшая на тот момент всего 75 часов налёта (а самый длинный перелёт был всего 237 километров), выбрала лёгкий двухместный биплан «De Havilland DH.60G Gipsy Moth» (производство серии ведётся с 1920-х годов). Купленный на средства отца, поддерживавшего начинания Эми, и при поддержке Чарльза Уэйкфилда, основателя компании Wakefield Oil Company (впоследствии переименованной в Castrol), подержанный биплан от компании de Havilland Эми назвала «Джейсон» (англ. Jason G-AAAH). Топливный бак Gipsy Moth вмещал 364 литра горючего, что позволяло находиться в воздухе (беспосадочный полёт) около 30 часов. Джонсон планировала преодолевать в день порядка 1300 километров, достичь пункта назначения за двенадцать лётных дней и тем самым побить рекорд скорости, установленный в 1929 году австралийским пилотом Чарльзом Кингсфордом-Смитом.
Пролетев Европу и достигнув Халеба (Сирия), 8 мая Джонсон взяла курс на Багдад. На подлёте биплан Эми попал в песчаную бурю, основную часть которой Джонсон была вынуждена переждать на земле. И хотя при заходе на посадку в Багдаде у «Джейсона» была повреждена одна из стоек шасси, Эми смогла продолжить полёт уже на следующий день (несколько английских механиков, находившихся на тот момент в городе, смогли починить самолёт за ночь).

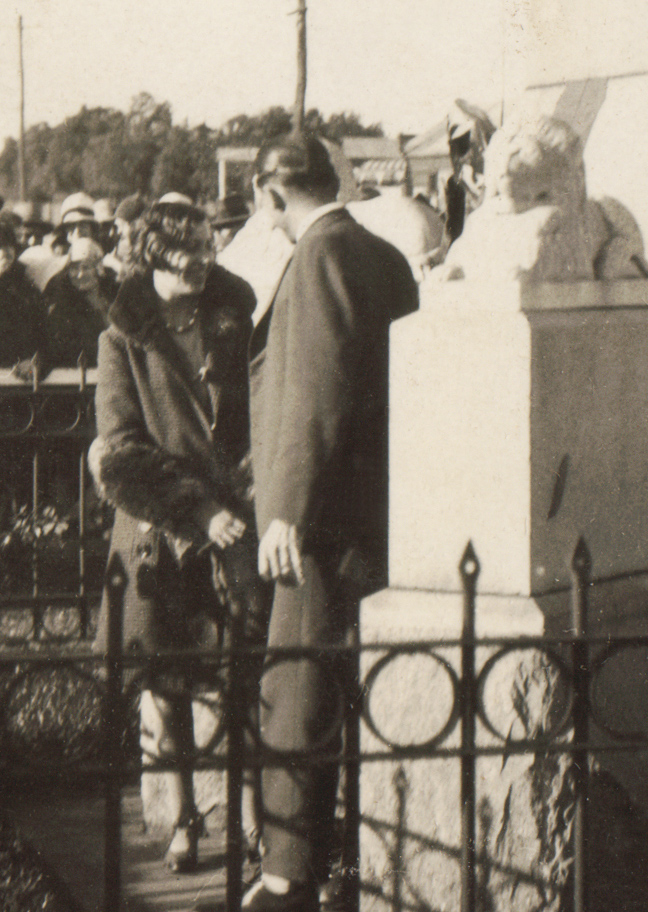
Эми Джонсон на церемонии у Военного мемориала в Калгурли (Австралия), июль 1930 года

Далее, с остановкой в Бендер-Аббасе (Иран), Джонсон взяла курс на Карачи (Бомбейское президентство, сейчас Пакистан). Вторая незапланированная посадка была произведена в Индии, самолёт был снова повреждён, правда в меньшей степени, чем в прошлый раз. Двигаясь в неблагоприятных погодных условиях при непрерывных осадках, Джонсон прошла Аллахабад и Калькутту, и вышла на Рангун. 13 мая в Рангуне Эми пришлось садиться на очень маленький аэродром, в результате чего самолёт выкатился за пределы взлётно-посадочной полосы и, попав в канаву, встал на нос. Были повреждены винт (без возможности восстановления), крыло и шасси. Благодаря наличию запасного пропеллера и помощи студентов из местного колледжа ремонт был произведён в кратчайшие сроки.
Из Рангуна Эми Джонсон направилась в Бангкок, на перелёте к которому пришлось преодолеть горную гряду на высоте около 2800 метров. 17 мая вылетев из Бангкока, Эми взяла курс на Сингапур, где впервые за весь перелёт «Джейсон» был осмотрен инженерами на предмет неисправностей. После замены крыла (была обнаружена трещина в главном лонжероне), Джонсон 17 мая вылетела в Сурабая (Голландская Ост-Индия, сейчас Индонезия). На пути к острову Ява Джонсон произвела третью незапланированную посадку; вследствие этого и плохих погодных условий до Сурабая Эми добралась только 20 мая. Два дня производилась починка мотора, потом путешествие продолжилось по направлению к Тимору.

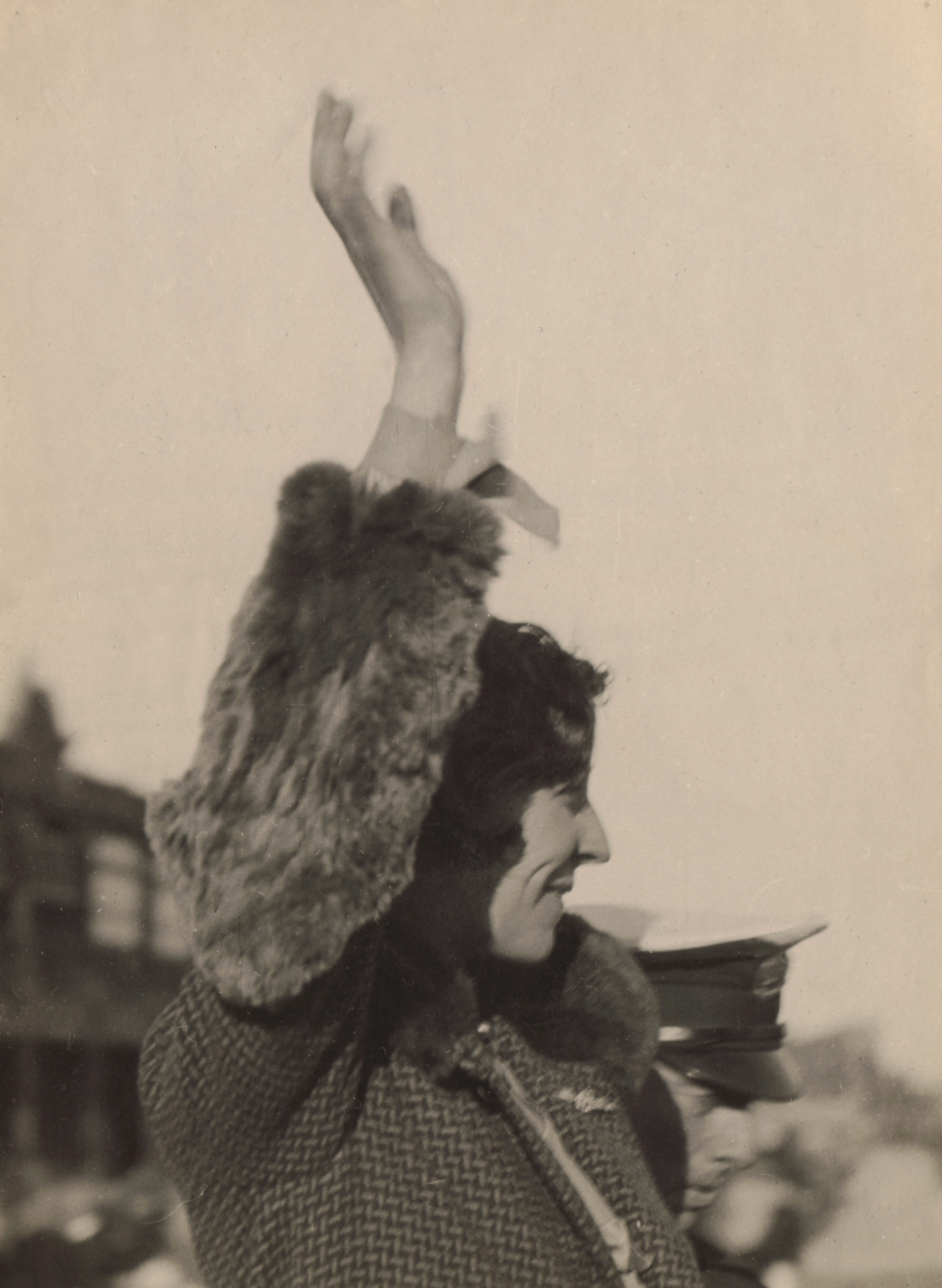
Эми Джонсон на приёме в Калгурли, июль 1930 года

24 мая Эми Джонсон совершила триумфальную посадку в Дарвине (Австралия). И хотя на этапе пути от Лондона до Калькутты, который Джонсон преодолела за 7 дней, рекорд Кингсфорда-Смита был побит, в дальнейшем из-за плохой погоды и поломок самолёта преимущество во времени было потеряно.
За это достижение Эми была удостоена звания командора Отличнейшего ордена Британской империи и лицензии гражданского пилота Австралии за номером 1 (первая выданная в 1921 году лицензия Австралии имела сразу номер 2, а № 1 была сохранена для особого случая, который и представился спустя почти десять лет). Также Эми получила золотые медали от Сообщества инженеров (англ. Society of Engineers) и Королевского аэроклуба (англ. the Royal Aero Club). «Джейсон», на котором Эми совершила свой триумфальный перелёт, был переправлен в Англию, где в качестве экспоната 21 января 1931 года был передан Музею науки в Лондоне.
Позднее об особенностях такого перелёта расскажет в своих воспоминаниях Фрэнсис Чичестер, который в 1929 году также совершил одиночный перелёт из Англии в Австралию (став вторым в мире) на биплане «Gipsy Moth»:

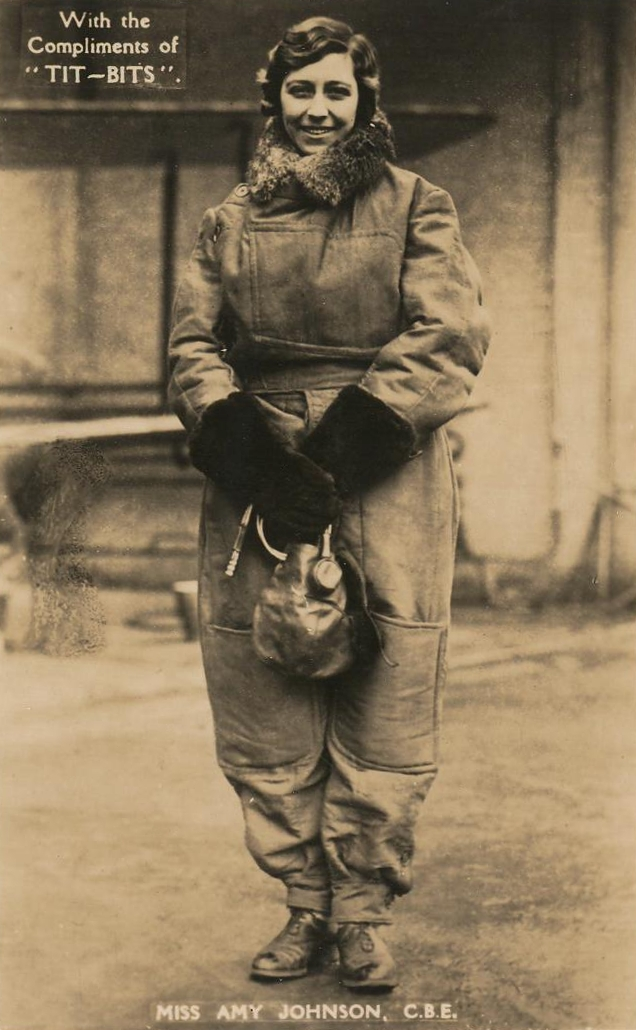
Эми Джонсон, 1930—1931 годы

…полет омрачали долгие и нудные переговоры с таможенными и другими властями, заботы о пище и горючем, причем через все это приходилось проходить дважды в день, часто в разных странах. Кабина самолета «Джипси Мот» была открытая, и мне по двенадцать часов в день надо было выдерживать напор ветра, дувшего со скоростью до девяноста миль в час…
Недавно я прочёл биографию Эми Джонсон, которая пролетела по моему маршруту несколько месяцев спустя. Так вот, она прошла через те же муки; судя по тому, что говорили ей врачи, она была тогда на грани безумия. И я охотно верю этому…
— Фрэнсис Чичестер

### Перелёты через Москву на восток
1 января 1931 года Эми Джонсон предпринимает попытку одиночного перелёта из Лондона до Бейпина (кит. упр. 北平, пиньинь Beiping, буквально: «Северное спокойствие», самоназвание Пекина с 1928 по 1949 год). Четырёхдневный полёт планировалось совершить через территорию СССР, с посадками и остановками в Москве, Самаре, Омске, Иркутске и Чите. Для этого Джонсон снова выбрала лёгкий биплан «DH.60G Gipsy Moth», названный уже «Джейсон III» (англ. Jason III G-ABDV), однако из-за неблагоприятных погодных условий полёт был вынужденно завершён в Польше, в 88,5 километрах к северу от Варшавы.
В июле того же года Эми на пару с пилотом Джеком Хамфрисом (англ. Jack Humphreys) совершили рекордный перелёт из Англии в Японию через Москву. В качестве самолёта был выбран лёгкий многоцелевой «De Havilland DH.80 Puss Moth», в конструкции которого впервые был использован фюзеляж, сваренный из стальных труб, с полотняной обшивкой. Также «Джейсон II» (англ. Jason II G-AAZV) имел модифицированный двигатель мощностью 120 л. с. (у «DH.60G Gipsy Moth» — 100 л. с.). Эми и Джек стали первыми в мире, кто совершил перелёт от Лондона до Москвы всего за один день: 2832 километра они преодолели за 21 час. Продолжив полёт через Сибирь до Токио, они установили второй рекорд — рекорд времени для перелёта из Англии до Японии: 8 дней 22 часа 7 минут (предыдущий рекорд — 15 дней).

### Эми и Джим Моллисоны
29 июля 1932 года в церкви Св. Георгия в Лондоне Эми Джонсон вышла замуж за шотландского лётчика Джеймса Моллисона (более известного как Джим Моллисон). Супружеская пара из двух известных лётчиков стала объектом пристального внимания как прессы, так и общественности.

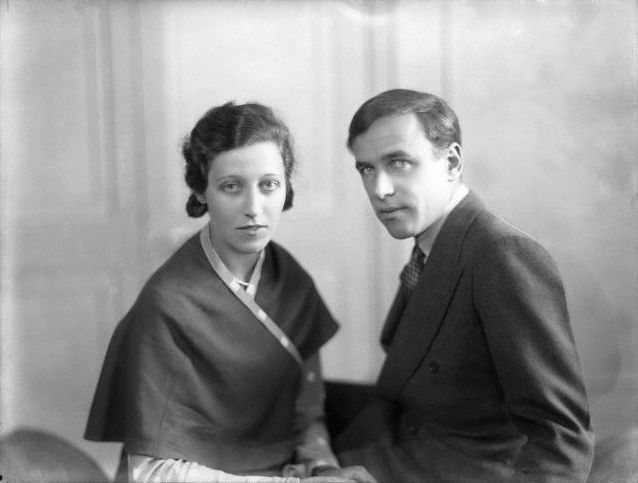
Эми Джонсон и Джим Моллисон, май 1932 года

С Джимом Эми познакомилась в Австралии после своего знаменитого перелёта, во время 6-недельного тура по стране. Ей приходилось делать множество остановок, что изрядно её измотало, и времени на отдых не было. После того как из-за усталости она совершила аварийную посадку в аэропорту Брисбен, оставшуюся часть тура Джонсон провела в качестве пассажира, а «Джейсон» пилотировали другие пилоты. Одним из них был Джим Моллисон.
В 1932 года Эми Моллисон установила новый рекорд для одиночного перелёта из Англии в Кейптаун. Прошлый рекорд перелёта из Лондона до мыса Доброй Надежды принадлежал Джиму Моллисону, Эми улучшила результат на 10,5 часов, преодолев 20 213 километров на «Дезерт Клауд» G-ACAB (англ. Desert Cloud, букв. — пустынная туча, облако). За это достижение Эми получила престижный приз Сигрейва, которым Королевский автомобильный клуб с 1930 года отмечал тех, кто продемонстрировал выдающиеся возможности транспорта на суше, воде или в воздухе. До Эми такого приза были удостоены всего двое: Чарльз Кингсфорд-Смит и Берт Хинклер.
В 1933 году супруги Моллисон планировали установить рекорд на маршруте Англия — США. Специально оборудованный для этой цели двухмоторный самолёт «De Havilland DH.89 Dragon Rapide», получивший название «Сифарер» G-ACCV (англ. Seafarer, букв. — мореплаватель), имел увеличенные топливные баки, чтобы горючего хватило на безостановочный перелёт от залива Кармартен в Уэльсе до Нью-Йорка. Супруги Моллисон стартовали 22 июля 1933 года, но из-за неполадок с мотором были вынуждены совершить аварийную посадку в Бриджпорте (штат Коннектикут), всего в 90 километрах от цели. Из-за жёсткой посадки оба пилота получили травмы. Несмотря на недолёт, в их честь был устроен парад на Бродвее. Супруги получили премию «Freedom of the City» от муниципалитета Нью-Йорка и были удостоены встречи с 32-м президентом США Франклином Рузвельтом.

### Приз Макробертсона
Не последнее место среди многообразия различных спортивных соревнований 1930-х годов занимает гонка коммерческих самолётов за приз Макробертсона. Приуроченная к столетию столицы штата Виктория, города Мельбурн, гонка прошла в период с октября по ноябрь 1934 года. Участники должны были преодолеть расстояние в 18 200 километров между аэродромами в графстве Суффолк в Англии и Флемингтон у Мельбурна. С целью повышения безопасности всех участников гонки, на трассе, пролегавшей через Багдад, Аллахабад, Сингапур и Дарвин, были устроены пять обязательных пунктов посадки и 22 заправочные станции.

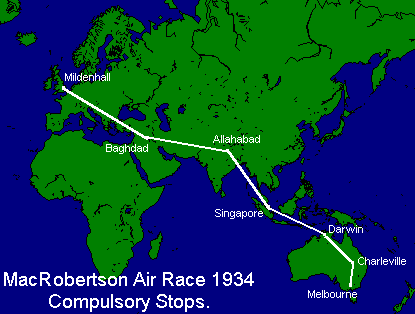
Маршрут авиагонки Макробертсона

В Англии на момент оглашения условий гонки не было ни одного пригодного для такого сложного путешествия самолёта. Воспользовавшись ситуацией, авиастроительная фирма de Havilland объявила, что тому, кто обратится к ней с заказом самолёта для гонки, фирма предоставит специальную машину стоимостью до 5000 фунтов стерлингов. De Havilland гарантировала, что самолёт будет соответствовать всем условиям соревнований и преодолеет трассу со средней скоростью не менее 200 миль в час (~322 км/ч). В результате такой рекламы было получено три заказа, один из которых сделали супруги Моллисон. Строившиеся в атмосфере повышенной секретности самолёты получили название DH-88 Comet. DH.88 четы Моллисон (получивший регистрационное обозначение G-ACSP) был назван «Блэк Мэджик» (англ. Black Magic, букв. — чёрная магия). Самолёт был полностью выкрашен в чёрный цвет, а полосы и надписи имел золотые.
20 октября 1934 года, под стартовым номером 63, Эми и Джим стартовали в гонке. «Блэк Мэджик» совершил беспосадочный перелёт до Багдада. Однако вскоре они были вынуждены досрочно завершить гонку в Аллахабаде (Индия) — из-за некачественного топлива остановились оба двигателя. Остальные двое участников, заказавших DH.88, финишировали в гонке на первом и четвёртом местах соответственно.

### Последний рекорд
Несмотря на участие и подготовку к различным мероприятиям и соревнованиям, Эми Джонсон успела поработать и коммерческим пилотом. В 1934 году в течение нескольких недель Эми работала пилотом на ежедневном рейсе Лондон — Париж авиакомпании «Hillman Airways», а затем, уже в 1939 году, пилотировала транспортные самолёты через Те-Солент.

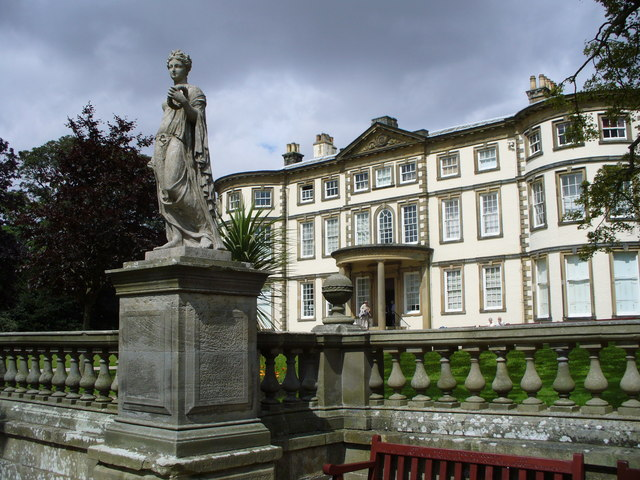
Усадьба Северби-холл, 2007 год

В мае 1936 года Эми совершила свой последний рекордный одиночный полёт по маршруту из Грейвзенда (графство Кент Юго-Восточной Англии) до Кейптауна и обратно. Для этой цели лётчица выбрала моноплан компании Percival Aircraft (с 1957 года — Hunting Aircraft) «Percival Gull Six» типа D.3 (или «Percival Gull Vega» типа K.1). В любом случае, самолёт получил название «Галл» G-ADZO (англ. Gull, букв. — чайка). От предыдущих моделей, на которых летала Эми, «Галл» был оснащён двигателем de Havilland «Gipsy Six» мощностью 200 лошадиных сил. По возвращении Эми присутствовала на открытии (собственно, торжественно перерезала ленточку) усадьбы Северби-холл, где спустя 20 лет откроют её музей.

### Личная жизнь
Брак Эми и Джима привлекал повышенное внимание общественности, в прессе их даже окрестили летающими влюблёнными (англ. the flying sweethearts). Но учитывая их взаимную тягу к достижению рекордов, как общих, так и персональных, супругам была свойственна конкуренция друг с другом (что послужило одной из причин, приведших к разводу). Считается, что Джим Моллисон, помимо того, что пил (об этом писали не только в британской прессе, например, в нью-йоркском журнале «Тайм» за 1936 год была опубликована весьма «горячая» новость о задержании нетрезвого капитана Джеймса А. Моллисона) и поддерживал внебрачные отношения с другими женщинами, также завидовал успехам и достижениям жены.
23 марта 1937 года, вернув себе девичью фамилию, Эми начала бракоразводный процесс. К тому же, когда летом этого же года пропала без вести пилот Амелия Эрхарт, с которой Джонсон познакомилась в 1931 году, Эми очень серьёзно отнеслась к предположениям о трагической гибели этой американской лётчицы. Всё это, вместе с разрывом отношений с Джимом, привело к тому, что Эми около двух лет не поднималась в небо. Окончательно развелась Джонсон только 24 августа 1938 года. В этот период времени Джонсон написала вторую автобиографию. Первая, сборник эссе под редакцией Марго Асквит (англ. Margot Asquith) повествует о ранних годах жизни Эми, до её увлечения авиацией.

### Вторая мировая война
В 1940 году, во время Второй мировой войны, Эми Джонсон вступила в новообразованную организацию гражданских лётчиков Air Transport Auxiliary (ATA), в чьи задачи входили транспортные перевозки и доставка (перегонка) самолётов Королевских ВВС Великобритании к местам назначения. В ATA Джонсон дослужилась до звания второго пилота (англ. First officer) и входила в состав 5 (женской) секции гражданских пилотов-перегонщиков (англ. No.5 Ferry Pilots Pool Women's Section).
5 января 1941 года Эми Джонсон получила приказ Министерства ВВС (англ. Air Ministry) совершить перегон самолёта «Airspeed Oxford» из Блэкпула в Кидлингтон (недалеко от Оксфорда), и на аналогичной машине вернуться обратно. Однако, из-за испортившихся погодных условий, транспортировку из Кидлингтона предполагалось отменить, а саму Джонсон отправить обратно на поезде. Однако Эми решила довести начатое дело до конца.

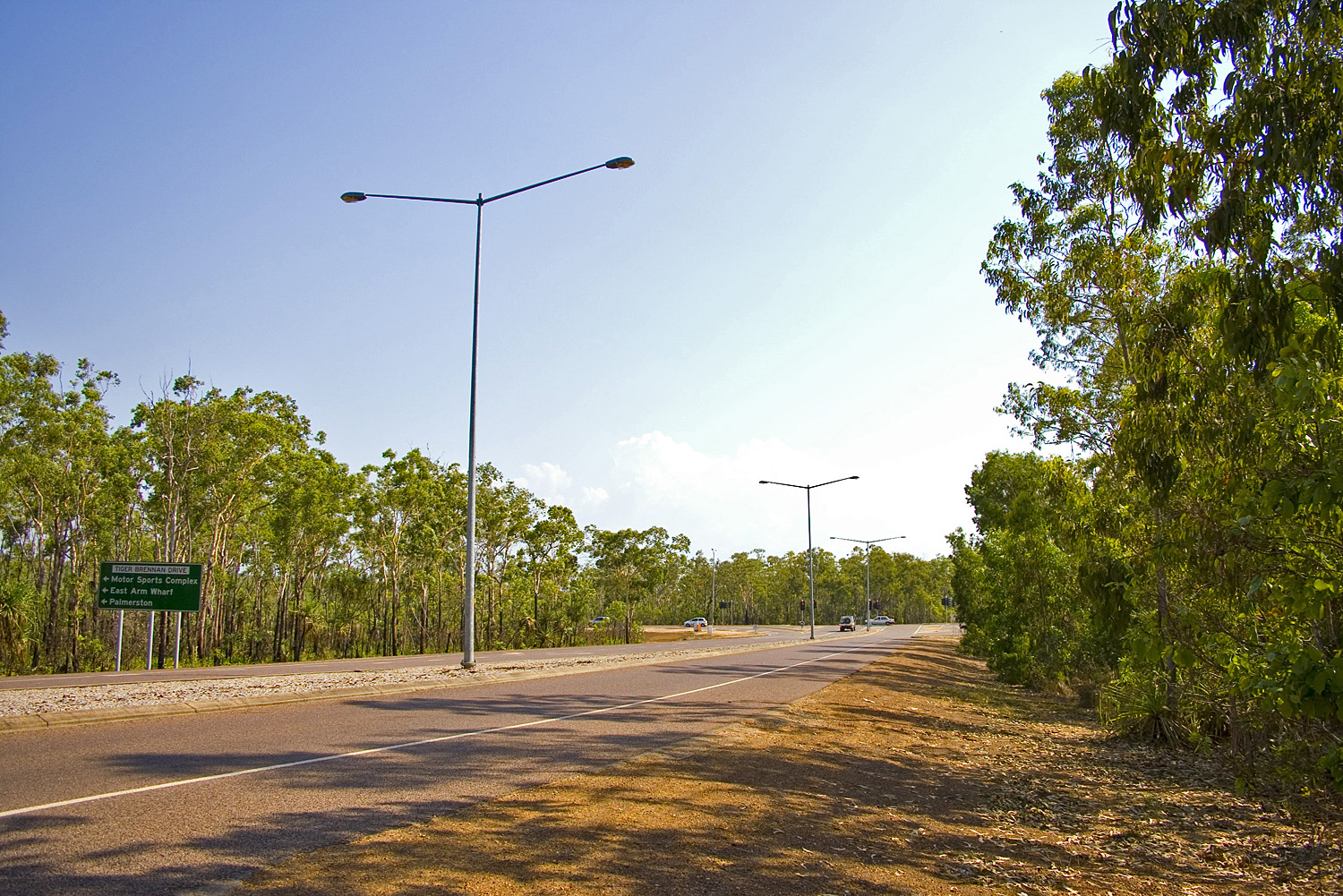
Авеню им. Эми Джонсон, Дарвин (Австралия)

Согласно записям как с британской, так и с немецкой стороны, никаких боёв на этом участке в тот день не было. Однако в период между 15:00 и 15:37 моряки парохода «HMS Haslemere», пересекавшего пролив, наблюдали недалеко от Оксфорда спускавшегося в воду парашютиста. Наблюдатели были уверены, что на парашютисте не было обязательного для пилотов спасательного жилета (в этом случае воздух, захваченный куполом парашюта, может удерживать человека на плаву не более 10 минут).
Свидетели с подходящего к месту падения «HMS Haslemere» видели, как парашютист скрылся под водой. Лейтенант Уолтер Флетчер (англ. Walter Fletcher) прыгнул в воду, чтобы спасти пилота. Бросившиеся на помощь моряки смогли спасти только Флетчера, который через пару дней умер от переохлаждения.
Затем спасатели на месте аварии извлекли из-под обломков кусок жёлтой парашютной материи с нанесёнными на неё чёрными цифрами 35, которые были идентифицированы как часть личного номера Эми Джонсон — V3540. Эми Джонсон стала первым пилотом ATA, погибшим во время выполнения задания.
Причина того, почему Airspeed Oxford Mk II Джонсон упал в эстуарий Темзы, достоверно не установлена. Считается, что Джонсон сбилась с курса, но почему она не снизила высоту, чтобы свериться по наземным ориентирам, не понятно. Вследствие этой ошибки самолёт отклонился от курса на 100 миль, и у него закончилось горючее (при хороших погодных условиях горючего достаточно для 4 часов 15 минут беспосадочного полёта). Самолёт мог из-за низкой облачности столкнуться с одним из аэростатов противовоздушной обороны.

## Тайна гибели Эми Джонсон
Существует мнение, что помимо Джонсон и Флетчера в воде был кто-то третий. Отчасти это мнение сложилось из-за того, что моряки спасательного парохода якобы видели в воде ещё одно тело. Возможно, что Джонсон отправилась в обратный путь потому, что поступил другой приказ, и на борту самолёта мог находиться пассажир. Но из-за того, что тела так и не были обнаружены, узнать, так ли это на самом деле, невозможно. Причины полёта и аварии до сих пор засекречены.

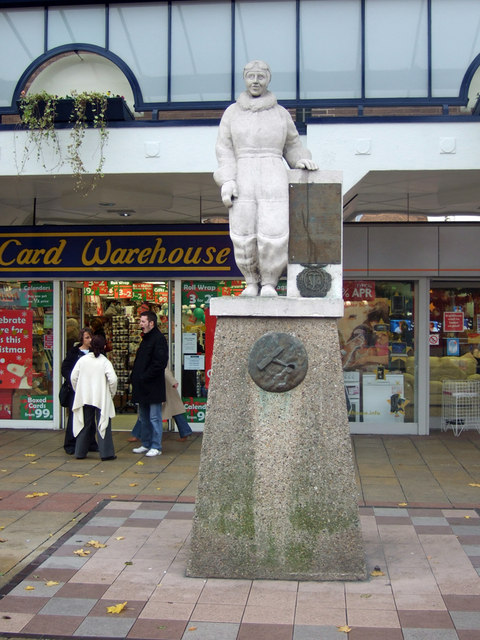
Скульптура Эми Джонсон, выполненная Г. Иббетсоном, Халл, 2007 год

В 1999 году появилось сообщение, что авария самолёта Эми Джонсон произошла не из-за погодных условий. Некий Том Митчел из Восточного Суссекса утверждал, что сбил самолёт Джонсон, приняв его за самолёт противника. Когда самолёт Джонсон был опрошен на предмет свой-чужой (запрос производился по радио, и сигнал идентификации должны были знать все летательные аппараты британских сил), Джонсон дважды дала неверный сигнал, в результате чего был открыт огонь. Митчел был уверен, что сбил противника, пока на следующий день не узнал из газет об Эми Джонсон. Но офицерами был дан приказ молчать на этот счёт.
В 2003 году в The Guardian было опубликовано сообщение от эксперта Национальной службы морского рыболовства США Лео Шеридана, в котором он заявил, что им с группой ныряльщиков было обнаружено место падения самолёта Эми Джонсон, потерпевшего крушение у берегов графства Кент в 1941 году. Однако больше никаких данных по этому поводу опубликовано не было.

## Премии и награды
За свои достижения и установленные рекорды в области авиации Эми Джонсон была удостоена следующих основных наград:
| Год  | Дата награждения | Наименование награды                                                                                 |
| ---- | ---------------- | --- |
| 1930 | 3 июня           | Дама-командор ордена Британской империи (CBE)                                                        |
| 1930 | 6 августа        | Золотой кубок и премия (10 000 £) от лондонской газеты «Daily Mail» (см. Daily Mail aviation prizes) |
| 1930 |                  | Трофей Хармона от Международной лиги авиаторов                                                       |
| 1933 | 2 февраля        | Приз Сигрейва от Королевского автомобильного клуба                                                   |
| 1933 | 1 августа        | Премия «Freedom of the City» и памятная золотая медаль от Нью-Йорка                                  |
| 1933 | 2 августа        | Премия «Freedom of the City» и памятная золотая медаль от Атлантик-Сити                              |

## Признание и память
В 1958 году отец Эми, Джон Уильям Джонсон, передал большинство наград и сувениров дочери Северби-холлу (англ. Sewerby Hall), где через год была открыта музей-экспозиция Эми Джонсон.
В 1974 году в память об Эми Джонсон был установлен памятник на главной улице Кингстон-апон-Халла, выполненный скульптором Гарри Иббетсоном (англ. Harry Ibbetson). Эми изображена в лётном снаряжении, а на мемориальный доске перечислены основные её достижения. Торжественное открытие памятника 18 июня 1974 года произвела американская лётчица Шейла Скотт (англ. Sheila Scott), на церемонии присутствовала сестра Эми — Молли.
В честь Эми Джонсон названы одна из центральных авеню в Дарвине (Австралия) и Бридлингтоне, в Восточном райдинге Йоркшира.

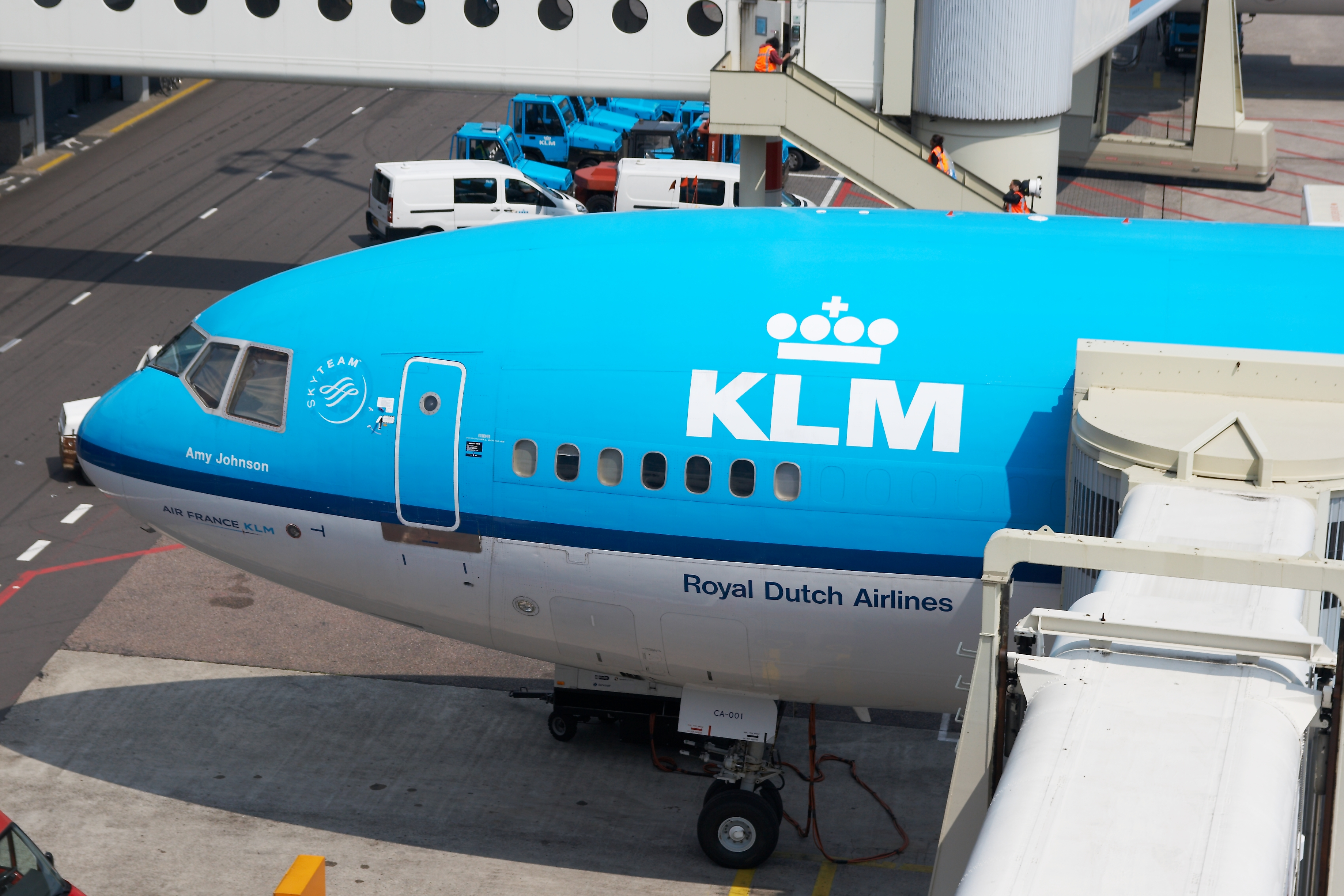
Авиалайнер Макдоннел Дуглас MD-11
«Amy Johnson» (KLM)

Именем Эми Джонсон названы школа для девочек в Кингстон-апон-Халле, корпус кафедры автоматического управления и системотехники (англ. Automatic Control and Systems Engineering) в университете Шеффилда, закусочная-бар в аэропорту Донкастера.
В честь Эми Джонсон назван авиалайнер Макдоннел Дуглас MD-11, принадлежащий авиакомпании KLM («Голландские королевские авиалинии»).

## В культуре
- В седьмой главе детективной повести английской писательницы Агаты Кристи «Опасность дома на окраине» (1932 год), упоминается женщина-пилот, совершившая перелёт в Австралию, что является аллюзией, указывающей на Эми Джонсон.
- В 1942 году вышел фильм о жизни Эми Джонсон — «They Flew Alone» британского режиссёра Герберта Уилкокса (англ. Herbert Wilcox). В США фильм известен как «Wings and the Woman»[52]. Роль Эми сыграла британская актриса Анна Нигл. Что примечательно, Эми и Анна были знакомы ещё с 1931 года[53].
- Шотландский бард Эл Стюарт (англ. Al Stewart) написал об Эми песню, которая получила название «Flying Sorcery» (буквально рус. летящее волшебство). Песня вышла на альбоме (ставшем впоследствии платиновым) «Year of the Cat» в 1976 году[54].
- О событиях авиагонки Англия — Австралия (на приз Макробертсона) в 1990 году вышел двухсерийный австралийский телевизионный фильм «Великая воздушная гонка» (англ. The Great Air Race) режиссёра Маркуса Коула (англ. Marcus Cole). Роль Эми Моллисон сыграла актриса Кэролайн Гудолл[55].
- Питер Авеярд (англ. Peter Aveyard) поставил мюзикл «Queen of the Air» о некоторых событиях жизни Эми Джонсон (до полёта в Японию)[56].